# Гиппос
Гиппос (греч. Ίππου), Сусита (ивр. סוסיתא‎) — древний город в Восточной Галилее, недалеко от юго-восточного берега Тивериадского озера. Основанный при Селевкидах как типичный эллинистический полис, Гиппос позднее стал частью так называемого Декаполиса и процветал под римским владычеством с конца I века до н. э. до конца II века н. э. Пережив христианизацию в византийский период (IV — VII века), Гиппос успешно пережил и арабское завоевание. Город был разрушен катастрофическим землетрясением 749 года, после которого жители покинули его и уже не вернулись. Начиная с 1885 года (с 2000 года на постоянной основе) в районе города ведутся археологические раскопки.

## География
Четырёхугольный холм с плоской вершиной, на котором располагался Гиппос, находится к юго-востоку от Тивериадского озера. Вершина холма возвышается на 350 метров над уровнем озера. Гиппос занимал всю вершину холма, протянувшись примерно на 650 метров с запада на восток и на 170 метров с севера на юг. Город был обнесён мощными базальтовыми стенами с двумя воротами на восточном и западном концах главной улицы — декумануса максимуса.
Лучший подход к городу и во времена его расцвета и в настоящее время находится к востоку от него и ведёт по узкому перешейку к западным отрогам Голанского плато. У подножия перешейка располагается некрополь Гиппоса. К городу также шёл акведук, по которому вода доставлялась от источников, расположенных примерно в 24 километрах от Гиппоса.

## История
Гиппос (изначально Антиохия-Гиппос) был основан в период господства в Передней Азии династии Селевкидов, во II веке до н. э. Город был населён преимущественно неевреями, хотя связан торговыми отношениями с близлежащими еврейскими деревнями и городами, и представлял собой эллинистический полис — центр греческой культуры в регионе, заселённом семитскими племенами. Впоследствии город был завоёван иудейским царём Александром Яннаем.
После установления римского владычества над восточным побережьем Средиземного моря (с 63 года до н. э.) Гиппос образовывал с девятью другими полисами, пользовавшимися значительными правами самоуправления, так называемый Декаполис. В числе городов Декаполиса Гиппос упоминается в частности в «Естественной истории» Плиния Старшего. Город оставался центром эллинистической культуры и при римлянах, и в период нахождения в составе государства Ирода Великого (которому подарил его Октавиан Август), постоянно находясь при этом во враждебных отношениях с лежащей неподалёку иудейской Тверией. Еврейская часть населения города была частью перебита, а частью изгнана в ходе первой Иудейской войны.
Под римской властью Гиппос процветал вплоть до конца II века н. э. В этот период в городе, обнесённом крепостной стеной с двумя воротами, были построены форум, базилика, одеон, языческие храмы, в том числе характерный для Ближнего Востока открытый храм-калибе, посвящённый императору. Покровительницей города в этот период, по-видимому, была богиня Тюхе (или Фортуна), чьи изображения найдены на храмовых мозаиках и чеканившихся в Гиппосе монетах.
С IV века Гиппос подвергся христианизации вместе со всей Римской империей и стал центром епархии. При раскопках города были обнаружены восемь христианских церквей, построенных между IV и VII веками, в том числе и прямо поверх существовавшего языческого храма. Археологические находки указывают, что христианские храмы Гиппоса продолжали функционировать и после мусульманской экспансии VII века, при Омейядах. Конец существованию Гиппоса положили не войны, а катастрофическое землетрясение, произошедшее 18 января 749 года. Разрушения в его результате были столь сильны, что жители Гиппоса покинули город и уже никогда не возвращались. Позже рядом с этим местом возникла арабская деревня, название которой, Сусие (Сусия), перекликалось с арамейским названием Гиппоса — Сусита.
Холм, где некогда располагался Гиппос, переходил от одной империи к другой, пока в результате Первой мировой войны не попал в границы британского мандата в Палестине, а после арабо-израильской войны 1947—1949 годов не стал частью Государства Израиль; в ходе войны близлежащая деревня Сусие была покинута местными жителями. Сейчас неподалёку от Гиппоса расположен израильский кибуц Эйн-Гев.

## Археологические исследования
С середины XIX века холм Калат-эль-Хусн к юго-востоку от Тивериадского озера обратил на себя внимание историков. В 1849 году Йозеф Шварц высказал предположение, что холм скрывает еврейский город Гамлу; эта гипотеза оставалась популярной на протяжении трёх десятилетий, в её поддержку выступали такие исследователи, как Конрад Фюрер, Чарльз Уилсон, Виктор Герен и Селах Меррилл. Конрад Фюрер в 1879 году первым выдвинул гипотезу, согласно которой Калат эль-Хусн на самом деле является местом расположения Гиппоса; с конца 1880-х годов эта теория является преобладающей.
В 1885 году Готлиб Шумахер составил детальный план застройки Калат-эль-Хусн. План Шумахера включал карту улиц и многочисленные публичные здания. Археологические раскопки в этом районе, однако, начались только с 1951 года, когда рядом с холмом, по итогам арабо-израильской войны 1947—1949 годов оказавшимся на территории еврейского государства, был размещён израильский пограничный пост. Работы ограниченного масштаба по раскопкам и консервации объекта велись Департаментом древностей Израиля до 1955 года.
В 1964 году холм Сусита был объявлен национальным парком Израиля (с 2004 года холм и его окрестности являются заповедником). В 1999 году был составлен новый археологический план и в 2000 году начались раскопки. Археологическая экспедиция Гиппос (Сусита) является международным проектом; среди её участников представители Института Цинмана (Хайфский университет), Исследовательского центра средиземноморской археологии Польской академии наук, Национального музея (Варшава) и Университета Конкордия (Сент-Пол, Миннесота, США).